# Cañón de fuego rápido
Un cañón de fuego rápido o FR, también conocido como Quick-firing gun o QF en países anglosajones, es una pieza de artillería, normalmente un cañón o un obús cuyas características le permiten una cadencia de fuego superior. El fuego rápido fue introducido a finales del siglo XIX y principios del siglo XX, suponiendo un gran impacto tanto en la guerra naval como terrestre.

## Desarrollo
Las características de la artillería de fuego rápido son:
- Escaso retroceso, por lo que el cañón puede volver rápidamente a posición de disparo.
- Sistema de retrocarga que disminuye el tiempo de recarga del cañón.
- Proyectiles de pieza única, donde el cartucho contiene tanto el proyectil como el elemento deflagrante. (Este criterio se ha utilizado muchas veces como definición del fuego-rápido, pero muchos cañones de FR utilizan proyectiles de carga separada).

Estas innovaciones supusieron un gran avance en la artillería, ya que los cañones podían disparar proyectiles con precisión y a una velocidad muy superior a los cañones antiguos. En 1887, un cañón de 4,7 pulgadas de la Elswick Ordnance Company realizó diez disparos en 47,5 segundos, casi ocho veces más rápido que su equivalente de 5 pulgadas. 
Otro factor relevante fue la introducción de la 'pólvora sin humo', como el nitrato de celulosa, la nitroglicerina o la cordita, que creaban mucha menos cantidad que la pólvora convencional, por lo que los artilleros podían mantener contacto visual con el objetivo durante los disparos.

## Uso terrestre

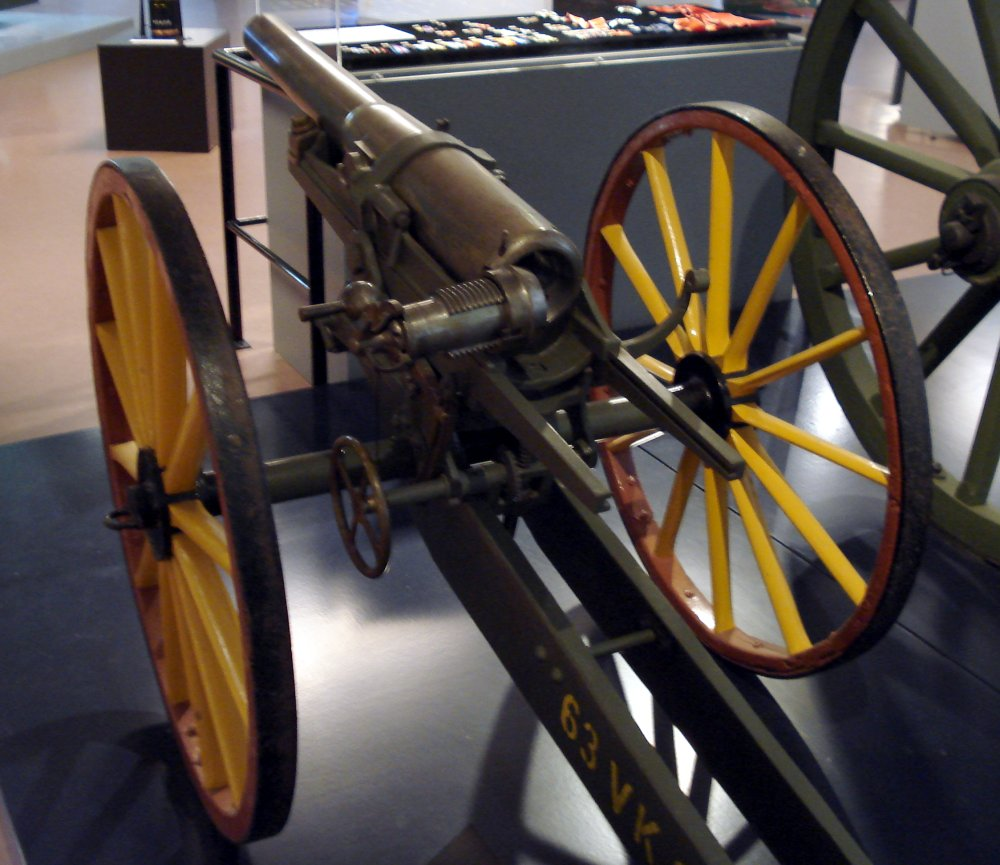
Cañón de fuego rápido Baranovsky

El primer cañón de campaña de fuego rápido fue creado por Vladimir Baranovsky en mayo de 1872, y fue oficialmente adoptado por las fuerzas armadas rusas en 1882. 
El Ejército Francés adoptó por primera vez el sistema de fuego rápido en 1897 con el Cañón de 75 mm modelo 1897, que supuso un verdadero éxito. Desde entonces, muchas naciones industrializadas procedieron a copiar la tecnología de fuego rápido. Aunque los británicos utilizaron algunos cañones de fuego rápido durante la Guerra Bóer, la primera guerra en el que se estandarizó el uso de artillería de fuego rápido fue la Guerra ruso-japonesa de 1904-1905. 
El obús de fuego rápido ofrecía la posibilidad de efectuar un eficiente fuego indirecto. Los obuses tradiciones se habían utilizado para bombardear objetivos fuera de línea de visión, pero eran muy lentos a la hora de apuntar y recargar. Los nuevos cañones de fuego rápido eran capaces de efectuar bombardeos pesados indirectos, y esta fue su tarea principal durante los múltiples conflictos del siglo XX.

## Uso naval
La Royal Navy introdujo el QF de 4,7 pulgadas en el HMS Sharpshooter en 1889, y el QF de 6 pulgadas MK 1 en el HMS Royal Sovereign, botado en 1891. Otras armadas hicieron lo propio; la Armada francesa armó a sus buques construidos a partir de 1894 con cañones de fuego rápido. 
Los cañones de fuego rápido fueron una característica clave de los acorazados pre-dreadnought, el diseño de buque predominante a finales del siglo XIX. Aunque incapaces de penetrar blindajes, los cañones de fuego rápido estaban pensados para destrozar la superestructura de los acorazados enemigos, producir incendios, y eliminar o distraer a las tripulaciones. El desarrollo de cañones pesados y su creciente cadencia de fuego hizo que el fuego rápido perdiera su estatus a comienzos del siglo XX como arma decisiva en combates navales. Pese a todo, los cañones de fuego rápido siguieron siendo vitales para defender a los acorazados del ataque de torpederos y destructores, además de formar el armamento principal de los buques más pequeños.
- Datos: Q16545197